# Rayner-Provinz
Die Rayner-Provinz, auch Rayner-Komplex genannt, ist eine geologische Struktur im heutigen Ostantarktika. Sie stellt einen orogenen Gürtel dar, der sich über einen langen Zeitraum infolge der Kollision von paläoproterozoischen Inselbogenterranen und archaischen Blöcken entwickelte. Diese verschmolzen im Zuge der Formierung des Superkontinents Rodinia vor 1050 bis 1000 mya zu einem Kontinentalkomplex. Das letzte tektonische Ereignis fand um 540 mya während der Kollision von Proto-Ostantarktika mit Proto-Indien (Groß-Indien) statt.

## Erstreckung

Karte von Antarktika
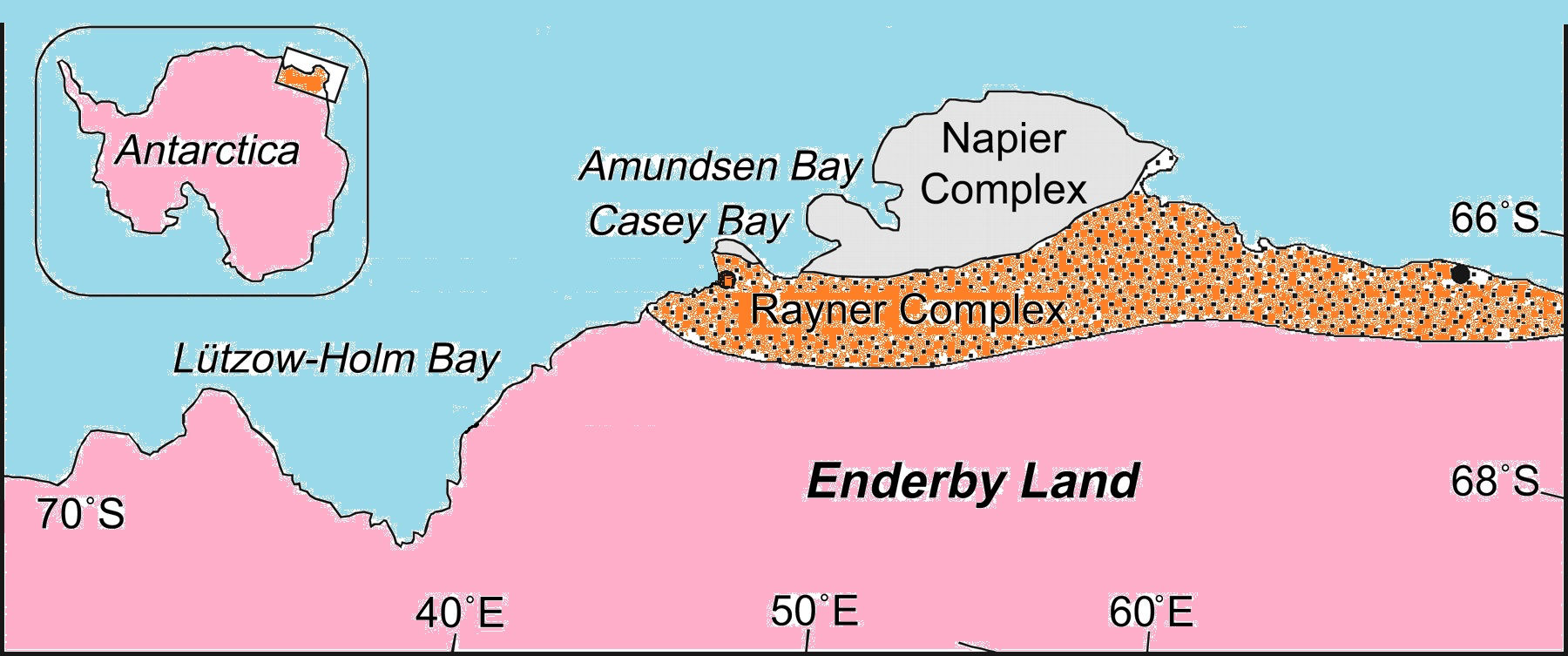
Lage des Enderbylandes mit dem Napier-Komplex, der Rayner-Provinz und dem Lützow-Holm-Komplex
Vereinfachte geologische Karte des Enderbylandes

Die Rayner-Provinz kommt im Enderbyland, Kempland und in den nördlichen Prince Charles Mountains des Mac-Robertson-Landes vor. Er verbindet den Napier-Komplex, der der Rayner-Provinz vorgelagert ist, mit den südlichen Prince Charles Mountains. Die Gesteinskomplexe der Rayner-Provinz in den nördlichen Prince Charles Mountains sind ostwärts begrenzt durch die Granulitvorkommen in der Prydz Bay und südlich durch die südlichen Prince Charles Mountains. 

## Geodynamische Entwicklung und Gesteine

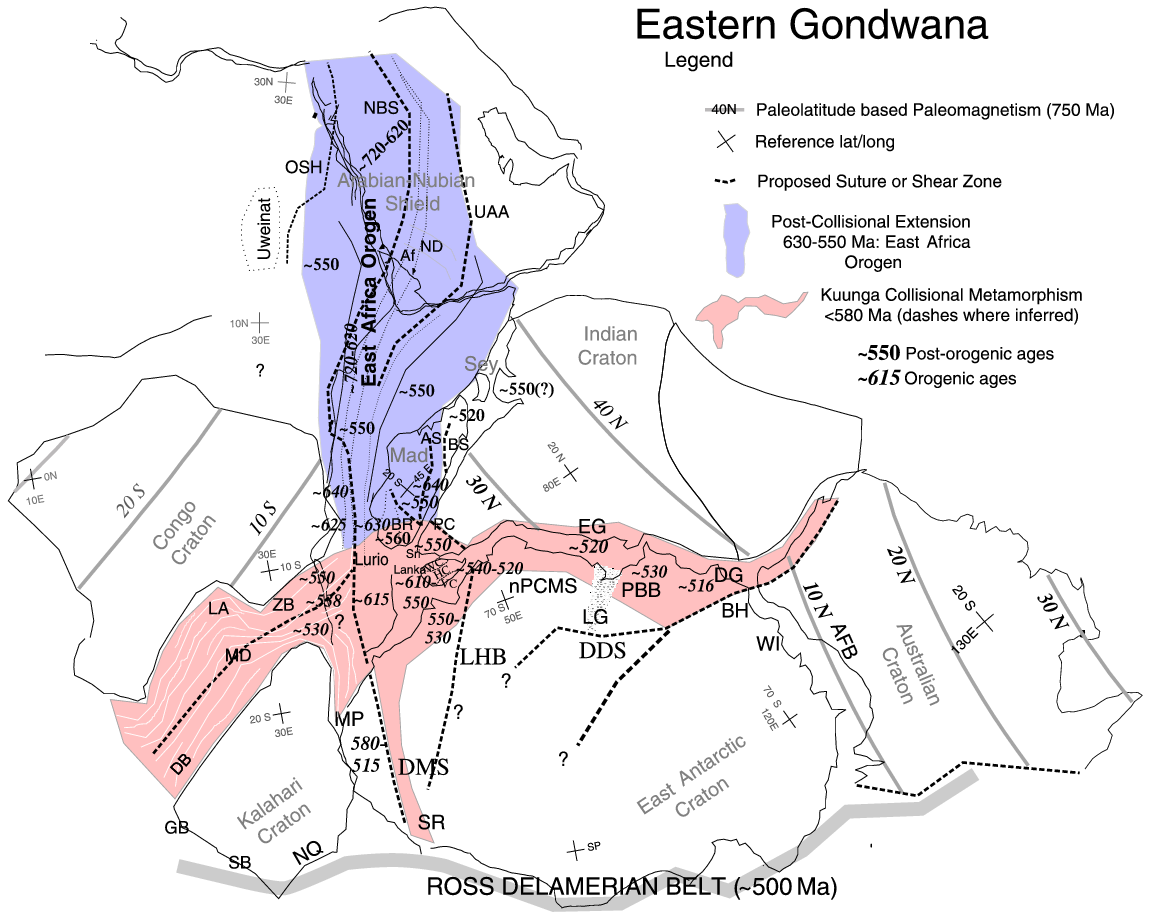
Erstreckung des rot markierten Kuunga-Orogens zwischen afrikanischen, ostantarktischen, indischen und australischen Kontinentalmassen

Die Rayner-Provinz entstand während einer tektonischen Phase ab dem Paläoproterozoikum bis zum Mesoproterozoikum. In dieser herrsche ein Kollisionsregime vor, in dem zwischen 2400 und 1500 mya überwiegend juvenile (neu gebildete) Inselbogen-Krustenteile akkretierten. Zwischen 1400 und 1200 mya ereigneten sich tektonon-magmatische Prozesse, die durch die Platznahme von Plutoniten und Vulkaniten verschiedener Petrographien gekennzeichnet sind. In den nördlichen Prince Charles Mountains wurden von 1040 bis 930 mya alte granitische und gneisische Protolithe platziert, verbunden mit Metamorphosen und duktilen Deformationen. Von 950 bis 850 mya und zwischen 550 und 500 mya traten weitere tektono-thermale Ereignisse auf. Letztere Phase entspricht der Kuunga-Orogenese, bei der u. a. Proto-Ostantarktika mit Proto-Indien (Groß-Indien) zusammenstießen (siehe auch → Zusammenschluss Proto-Indien, Proto-Ostantarktis und Proto-Australien).
Das Gesteinsspektrum in der Rayner-Provinz besteht überwiegend aus Orthogneisen mit amphibolitischer bis granulitischer metamorpher Fazies. Die magmatischen Protolithe (Ausgangsgesteine) sind größtenteils Produkte einer Anatexis (partielles Aufschmelzen) der unteren Erdkruste. Geochemische Eigenschaften der Magmatite deuten darauf hin, dass sie aus Hochtemperaturschmelzen eines Mantelplumes und Niedrigtemperaturschmelzen von Lithosphärenbereichen stammen. Weiterhin sind Paragneise, pelitische, verschiedene mafische und calciumcarbonatische Schichten sowie Boudinagen vertreten. Außerdem bildete sich von 990 bis 900 mya ein suprakrustales Gesteinspaket aus überarbeiteten Granuliten, das nahe dem Napier-Komplex auf einem meist proterozoischem Grundgebirge abgelagert wurde. Umfangreiche charnockitische Intrusionen nahmen während einer metamorphen Phase entlang des östlichen Randes der Rayner-Provinz Platz. 
Zeitraum und Grad der Metamorphosen entlang des östlichen Randes der Rayner-Provinz sowie die charnockitische Intrusionen und die Merkmale der protolithtischen Kruste korrelieren mit den indischen Ostghats (siehe auch Proto-Indien). Sie bildeten ursprünglich eine tektonische Einheit, die vor dem Neoproterozoikum an Proto-Indien (Groß-Indien) angegliedert wurde. Spätneoproterozoische Metamorphosen sind nachgewiesen östlich und südlich in der Rayner-Provinz und nördlich in den Ostghats (Kuunga-Orogenese).
Die Trennung der Rayner-Provinz von den Ostghats erfolgte während des Zerfalls Ostgondwanas mit der Separierung Proto-Ostantarktikas von Groß-Indien. Sie begann um 160 mya mit einer Blattverschiebung (strike-slip fault) zwischen dem heutigen Madagaskar und Indien, wodurch auch Proto-Ostantarktika einschließlich Proto-Australien verschoben wurde. Ozeanbodenspreizungen begannen um 132 mya, und bis 124 mya entstand eine neue Lithosphärenplattengrenze zwischen Proto-Ostantarktika und Groß-Indien einerseits sowie Groß-Indien und Proto-Australien andererseits. Der östliche Proto-Indische Ozean öffnete sich. Die Rayner-Provinz wurde mit dem Napier-Komplex von den Ostghats abgetrennt und verblieb als Bestandteil Proto-Ostgondwanas.